# FK Vihor Rapače
FK Vihor je bosanskohercegovački nogometni klub iz mjesta Rapača kraj Tuzle. Klub je prestao s aktivnošću.